# Ngô Dình Nhu
Ngô Đình Nhu  (7 de octubre de 1910 - 2 de noviembre de 1963; nombre bautismal Jacob) fue un archivista y político vietnamita. Era el hermano menor y principal asesor político del primer presidente de Vietnam del Sur, Ngô Đình Diệm. Aunque no ocupaba un cargo ejecutivo formal, tenía un inmenso poder no oficial, ejerciendo el mando personal de las Fuerzas Especiales del Ejército de la República de Vietnam (una unidad paramilitar que fungía como ejército privado de facto de la familia Ngô) y del aparato político del partido Cần Lao (también conocido como el Partido Laborista Personalista) que sirvió como la policía secreta de facto del régimen.
En su niñez y adolescencia, Nhu era un individuo callado y estudioso que mostraba poca inclinación hacia el camino político tomado por sus hermanos mayores. Mientras se formaba como archivista en Francia, Nhu adoptó la ideología católica del personalismo, aunque críticos afirmaron que hizo un mal uso de esa filosofía. Al regresar a Vietnam, ayudó a su hermano en su búsqueda del poder político, y Nhu demostró ser un táctico y estratega astuto y despiadado, ayudando a Diệm a ganar más influencia y aventajar a sus rivales. Durante este tiempo, formó y seleccionó directamente a los miembros del partido secreto Cần Lao, que juraron lealtad personal a la familia Ngô, proporcionaron su base de poder y eventualmente se convirtieron en su fuerza policial secreta. Nhu se mantuvo como su jefe hasta su asesinato.
En 1955, partidarios de Nhu ayudaron a intimidar al público y manipular el referéndum del estado de Vietnam de 1955 que instaló a su hermano mayor, Diệm, en el poder. Nhu usó el Cần Lao, al que organizó en células, para infiltrarse en todos los sectores de la sociedad y erradicar la oposición a la familia Ngô. En 1959, organizó un fallido intento de asesinato mediante correo-bomba contra el príncipe Sihanouk, primer ministro de la vecina Camboya, con quien las relaciones se habían vuelto tensas. Nhu ensalzaba públicamente sus propias habilidades intelectuales. Era conocido por hacer declaraciones públicas como la promesa de demoler la Pagoda Xá Lợi o el juramento de matar a su suegro, Trần Văn Chương, quien era embajador del régimen en los Estados Unidos, después de que el anciano condenara la conducta de la familia Ngô y repudiara a su hija, la esposa de Nhu, Madame Nhu.
En 1963, el control de la familia Ngô sobre el poder tambaleó durante la crisis budista, durante la cual la mayoría budista de la nación se levantó contra el régimen procatólico. Nhu trató de romper la oposición de los budistas utilizando las Fuerzas Especiales en incursiones en templos budistas prominentes que dejaron cientos de muertos y culpando  de ello al ejército regular. Sin embargo, el plan de Nhu salió a la luz, lo que intensificó complots de parte de oficiales militares, alentados por los estadounidenses, que se volvieron contra la familia Ngô tras los ataques a las pagodas. Nhu estaba al tanto de los complots, pero confiaba en que podría superarlos, y comenzó a planear un contra-golpe, así como los asesinatos del embajador estadounidense Henry Cabot Lodge Jr. y otras figuras estadounidenses y de la oposición. Nhu fue engañado por el general leal Tôn Thất Đính, que se había vuelto contra la familia Ngô. El 1 de noviembre de 1963 se produjo el golpe y los hermanos Ngô (Nhu y Diệm) fueron detenidos y asesinados al día siguiente.

## Biografía
La familia de Nhu era originaria del pueblo de Phú Cam, en el centro de Vietnam. Su familia había servido como mandarines en la corte imperial en Huế. Su padre, Ngô Đình Khả, fue consejero del emperador Thành Thái durante la colonización francesa. Después de que los franceses depusieran al emperador con el pretexto de locura, Khả se retiró en protesta y se hizo agricultor. Nhu nació en 1910, siendo  el cuarto de seis hijos.
En sus primeros años, Nhu se mantuvo al margen de la política y se le consideraba una persona reservada y tranquila que prefería las actividades académicas. Para la década de 1920, sus tres hermanos mayores, Ngô Đình Khôi, Ngô Đình Thuc y Ngô Đình Diệm, se convirtieron en figuras prominentes de Vietnam. Thục se convirtió en el arzobispo católico de Huế en 1960. En 1932, Diệm se convirtió en ministro del Interior, pero dimitió a los pocos meses tras darse cuenta de que no se le otorgaría ningún poder real. Nhu mostró poco interés en seguir sus pasos.
Nhu se licenció en literatura en París y luego estudió paleografía y biblioteconomía, graduándose en la École Nationale des Chartes, una escuela de archivistas en París. Regresó a Vietnam desde Francia al estallar la II Guerra Mundial. Fue influenciado por el personalismo, un concepto que había adquirido en el Barrio Latino. Había sido concebido en los años 30 por progresistas católicos como Emmanuel Mounier. Los herederos de Mounier en París, que editaban la revista católica de izquierdas Esprit, denunciaron a Nhu como un fraude. El personalismo culpaba al capitalismo liberal de la Gran Depresión y de la codicia y explotación individualistas, y discrepaba del comunismo por su oposición a la espiritualidad.
Nhu trabajó en la Biblioteca Nacional de Hanói y en 1943 se casó con Trần Lệ Xuân, más tarde conocida como «Madame Nhu». Ella era budista pero se convirtió a la religión de su marido. Los franceses destituyeron a Nhu de su alto cargo, debido a las actividades nacionalistas de Diệm, y se mudó a la ciudad turística de Đà Lạt, en el Altiplano Central, donde vivió cómodamente, editando un periódico. Durante su estancia en Đà Lạt cultivó orquídeas.
Tras la Revolución de agosto en 1945, cuando el Viet Minh comunista de Hồ Chí Minh declaró la independencia, varios grupos además de los colonialistas franceses se disputaron el control político. Nhu se volvió más activo políticamente, sobre todo ayudando a sus hermanos a establecer una base política entre los católicos vietnamitas. Para entonces, su hermano Khôi había sido asesinado por comunistas, por lo que Diệm se convirtió en la principal figura política de la familia. Diệm tuvo poco éxito a finales de la década de 1940 y se exilió en 1950 para hacer campaña desde el extranjero después de que los comunistas le condenaran a muerte en ausencia.
Hasta entonces, Nhu había mantenido un perfil relativamente discreto. Sin embargo, pareció imbuir las ideas personalistas a su hermano mayor, quien utilizaba la terminología de la filosofía en sus discursos. Diệm y Nhu pensaban que el personalismo iba bien con su ideología anticomunista y anticolonialista de «Tercera Fuerza». Después de 1950, Nhu se convirtió en una figura destacada en la movilización del apoyo de su hermano mayor entre los vietnamitas anticomunistas. Impulsó con firmeza el personalismo como ideología rectora del desarrollo social de Vietnam. En abril de 1952, Nhu dio una charla sobre el tema en la recién inaugurada Academia Militar Nacional de Vietnam en Đà Lạt. Afirmó que el concepto católico era aplicable a personas de todos los orígenes, especialmente en la lucha contra el capitalismo comunista y no adulterado. Llamó a todos los vietnamitas a emprender una revolución social impulsada por el personalismo para fortalecer la sociedad y el país.
Nhu era conocido por pronunciar discursos largos, abstractos y difíciles de entender, algo que molestaba a muchos vietnamitas. Aunque Nhu era conocido por sus pretensiones como intelectual y filósofo político, llegaría a ser bastante eficaz como organizador político. Hacia 1950, Nhu puso en marcha el precursor de lo que se convertiría en el Cần Lao (Partido Laborista Personalista), que constituyó la base de poder y el mecanismo de control de la familia Ngô. Inicialmente una organización secreta, poco se sabe de los primeros años del Cần Lao. El organismo consistía en una red de células, y la mayoría de los miembros solo conocían la identidad de unos pocos de sus colegas. Después de 1954, se declaró su existencia, pero el público supo poco de sus actividades, que en su mayoría se ocultaban a la vista o la supervisión públicas. A comienzos de la década de 1950, el Cần Lao se utilizó para movilizar el apoyo a la campaña política de Diệm. Hacia 1953, Nhu inició una alianza con Trần Quốc Bửu, un sindicalista que dirigía la Confederación Vietnamita de Trabajadores Cristianos. Nhu y sus partidarios empezaron a publicar una revista en Saigón llamada Xa Hoi (Sociedad), que respaldaba el movimiento de Bửu y el sindicalismo en general.
En ese momento, empezaron a abrirse oportunidades para políticos de la oposición. Bảo Đại, jefe de estado del Estado de Vietnam, un Estado asociado a la Unión Francesa, se hizo cada vez más impopular a medida que los ciudadanos se impacientaban con su estrategia de aliarse con los franceses contra los comunistas a cambio de una autonomía gradualmente mayor y una eventual independencia. Muchos pensaban que las políticas del Bảo Đại nunca conseguirían una autodeterminación significativa.
A finales de 1953, Nhu empezó a intentar fomentar y explotar el sentimiento anti-Bảo Đại. Organizó un Congreso de Unidad, un foro de varios nacionalistas anticomunistas como el Partido Nacionalista del Gran Vietnam de Nguyễn Tôn Hoàn, varios grupos y activistas católicos, así como las sectas religiosas Hòa Hảo y Cao Đài, y el sindicato del crimen organizado Bình Xuyên. El verdadero objetivo de Nhu era ganar publicidad para Diệm, especialmente mientras Bảo Đại estaba en el extranjero y no podía responder eficazmente. La conferencia se convirtió en un caos, pero Nhu logró su objetivo de ganar publicidad para su hermano; además, los otros grupos se habían enzarzado en airadas denuncias contra Bảo Đại.
El emperador Bảo Đại anunció que en octubre se abriría un Congreso Nacional. Los líderes de la mayoría de los demás partidos aceptaron participar, pero Nhu y sus organizaciones estuvieron ausentes. Le preocupaba que el organismo pudiera hacer el juego a Bảo Đại respaldándole. Este parecía ser el rumbo que tomaron los delegados al principio, pero un cambio repentino provocó un recrudecimiento de las condenas contra la política de coexistencia de Bảo Đại con Francia.

## Ascenso al poder
Durante este tiempo, formó y seleccionó a los miembros del partido secreto Cần Lao, que juró lealtad personal a la familia Ngô, proporcionó su base de poder y finalmente se convirtió en su fuerza policial secreta. Nhu permaneció como su jefe hasta su propio asesinato.
En 1955, los partidarios de Nhu ayudaron a intimidar al público y manipular el referéndum del estado de Vietnam de 1955 que instaló a su hermano mayor, Diệm, en el poder. Nhu usó el Cần Lao, que organizó en celdas, para infiltrarse en todos los sectores de la sociedad y erradicar la oposición a la familia Ngô.
En 1959, organizó un intento fallido de asesinato mediante correo bomba contra el príncipe Sihanouk, primer ministro de la vecina Camboya, con quien las relaciones se habían vuelto tensas. Nhu ensalzó públicamente sus propias habilidades intelectuales. Era conocido por hacer declaraciones públicas como la promesa de demoler la Pagoda Xá Lợi y el juramento de matar a su suegro separado, Trần Văn Chương, que era el embajador del régimen en los Estados Unidos, después de que el anciano condenó a la familia Ngô. comportamiento y repudió a su hija, la esposa de Nhu, Madame Nhu.
En 1963, el control del poder de la familia Ngô se deshizo durante la crisis budista, durante la cual la mayoría budista de la nación se levantó contra el régimen procatólico. Nhu trató de romper la oposición de los budistas utilizando las Fuerzas Especiales en incursiones en templos budistas prominentes que dejaron cientos de muertos y enmarcando al ejército regular para ello. Sin embargo, se descubrió el plan de Nhu, que intensificó los complots de los oficiales militares, alentados por los estadounidenses, que se volvieron contra la familia Ngô después de los ataques a la pagoda.
Nhu estaba al tanto de los complots, pero confiaba en que podría superarlos, y comenzó a planear un contragolpe, así como los asesinatos del embajador estadounidense Henry Cabot Lodge Jr. y otras figuras estadounidenses y de la oposición. Nhu fue engañado por el general leal Tôn Thất Đính, que se había vuelto contra la familia Ngô. El 1 de noviembre de 1963 se produjo el golpe y los hermanos Ngô (Nhu y Diệm) fueron detenidos golpeados y asesinados al día siguiente.

## Poder político
Nhu no tenía ningún papel oficial en el gobierno, pero gobernaba la región sur de Vietnam del Sur, al mando de ejércitos privados y policía secreta. Junto con su esposa y el arzobispo Ngô Đình Thuc, vivió en el Palacio Presidencial con Diem, como parte de un régimen nepotista. Dominado por la corrupción familiar, Nhu compitió con su hermano Ngô Đình Çan, que gobernaba las áreas del norte por los contratos y el comercio de arroz de Estados Unidos. Controlaba las Fuerzas Especiales del ARVN al mando de Le Quang Tung, no para luchar contra el Vietcong sino en Saigón para mantener el gobierno autoritario de su familia. Diariamente se cometían torturas y asesinatos de "sospechosos comunistas". La cifra de muertos se cifró en entre 50 000 y 75 000 encarcelamientos, y se extendió más allá de los comunistas a los disidentes anticomunistas y los denunciantes anti corrupción. Sus agentes se infiltraron en sindicatos y organizaciones sociales, y amplió las fuerzas policiales de 20 a 32 agentes. Llevaron a cabo arrestos sin orden judicial y supresión selectiva de la actividad delictiva y la corrupción mientras hacían la vista gorda ante los leales al régimen.
Mientras continuaban las manifestaciones budistas contra el gobierno de Diem durante el verano, las fuerzas especiales leales al hermano de Diem, Nhu, allanaron la Pagoda Xa Loi en Saigón en agosto. Las pagodas fueron vandalizadas, los monjes golpeados, los restos incinerados de Thích Quảng Đức, que incluían un corazón que no se desintegró, fueron confiscados. Se llevaron a cabo redadas simultáneas en todo el país, saqueando la Pagoda Tu Dam en Hue, demoliendo la estatua de Gautama Buda y confiscando el cuerpo de un monje fallecido. Cuando la población salió en defensa de los monjes, los enfrentamientos resultantes vieron a 30 civiles muertos y 200 heridos. En total, 1400 monjes fueron arrestados y una treintena resultaron heridos en todo el país. Estados Unidos indicó su desaprobación de la administración de Diem cuando su embajador Henry Cabot Lodge visitó la Pagoda después.
Durante este tiempo, su esposa Madame Nhu, quien era una primera dama de facto debido a la vida célibe de Diem, enardeció la situación al aplaudir burlonamente los suicidios de Thích Quảng Đức y otros, refiriéndose a ellos como "barbacoas" y "el día más feliz de su vida" su esposo no se iba a quedar atrás, Nhu declaró 

Si los budistas quieren hacer otra parrillada, estaré encantado de suministrar la gasolina

Con el tiempo, las relaciones con Estados Unidos se deterioraron. Los estadounidenses querían que se retirara a Nhu, creyendo que estaba alienando a la población y obstaculizando el esfuerzo de guerra. La ayuda a las Fuerzas Especiales se retendría a menos que se utilizaran para luchar en lugar de atacar a los disidentes. Nhu acusó a los estadounidenses de "destruir la psicología de nuestro país" y llamó a Henry Cabot Lodge un "hombre sin moralidad".